# 極右
極右（きょくう、英: far right, extreme right）、急進右翼（英: radical right）ないし、超右翼（英: ultra-right）とは、過激な保守主義、超国家主義、権威主義の傾向がある政治思想のスペクトルのことで、しばしば民族主義的傾向も含む。この名称は左右の政治スペクトルに由来しており、「極右」は標準的な政治的右派よりも中央から遠いと考えられている。対義語は極左である。
歴史的に、「極右政治」はファシズム、ナチズム、ファランギズムの経験を表現するために使われてきた。現代的な定義には、ネオ・ファシズム、ネオナチ、第三の位置、オルタナ右翼、人種至上主義、その他の権威主義、超国家主義、排外主義、外国人嫌悪、神権主義、人種差別主義、同性愛嫌悪、トランスフォビア、民族アナキズム、反動的な見解を特徴とするイデオロギーや組織が含まれる。
極右政治は、土着の民族集団、国家、民族宗教、支配的文化、保守的社会制度に対する劣等や脅威と認識されたことに基づく、集団に対する弾圧、政治暴力、同化の強制、民族浄化、大量虐殺を引き起こしてきた。

## 概要
一般的には思想の性向が極端に右翼的であったり、民族主義的である個人や集団を指す場合が多い。通常、自己の帰属する国家・民族が他に対して絶対的に優越するという信条のもとに、他民族の排除、ならびに従属化を肯定する自民族至上主義をその本質とする。
その思想・行動における傾向として、自国・自民族の結束の基礎となる権威の崇拝（権威主義・国粋主義）、自国・自民族が他者に絶対的に優越するという信条（自民族至上主義・民族差別・選民思想・排外主義・外国人嫌悪・極端な愛国心）、社会改革を目的とする暴力的手段の肯定（テロリズム・過激主義・急進主義）、自国・自民族を主体とする武力行使の積極的肯定（軍国主義）、男権主義（男尊女卑・ミソジニー）、その他の社会的少数者の排除（優生思想・反同性愛主義）などが含まれる。
その典型として、ごく一般的には超国家主義（ファシズム・ナチズム・ネオファシズム・ネオナチなど）の思想・運動・体制が含まれるとされる。また、宗教的原理主義（キリスト教原理主義・イスラム原理主義・ヒンドゥー原理主義）は、しばしば共産主義を含む進歩主義勢力と対決姿勢をとることから、政治的には極右に分類される場合が多い。
ただし、極右・右派・中道・左派・極左などの分類はあくまで発語者の主観に基づく相対的なものであり、強い民族主義的傾向をもつ個人・集団を批判するレッテルとして用いられる側面がある。しばしば思想内容よりも行動上の過激主義や、共産主義を掲げた全体主義（スターリニズム・マオイズム・主体思想）を指す場合もあるように、極右（極左）の語は、状況によって様々な意味で使用され、相互に矛盾する場合も少なくない。
政治学者のカス・ミュデは、極右（far right）を「extreme right（極端な右）」と「radical right（急進的な右）」に分類している。両者は自由民主主義の多様性を否定し、マイノリティーへの差別や移民排斥を主張するが、そのための手段が異なる。「急進的な右」は、選挙や議会など民主主義のルールを受けいれるが、「極端な右」は民主主義を破壊しようとする。現在のドイツでは両者を区別しており、ナチスの教訓から、「極端な右」の政党を憲法で禁じている。日本や米国などのいくつかの国では極右及び極左の団体の結成は禁止されていない（ただし日本では公安当局に監視されている）。「イタリアの同胞」やフランスの「国民連合」は「急進的な右」であり、民主主義のルール内で変革を目指して支持を集めているが、暴力を使わない一方で多様性を否定し、移民や性的少数者を迫害している。

## 歴史
極右は、宗教右派、国家社会主義、超国家主義、愛国主義、国粋主義、復古主義のうちでも特に過激な政治主張・行動を指してきた。これらを主張する者のなかには民族主義、排外主義、歴史修正主義等を標榜する団体も少なくない。
極右は、共産主義・社会主義ないし革新的な主張を「国民の統制を乱し、（自分達が尊敬し、価値あるものと信じている）国家体制を破壊する」として批判・攻撃し、民主主義社会で保障されている自由権を抑圧するような主張（滅私奉公、在留外国人や移民に対する暴力・侮蔑・罵倒を以ての排斥運動、近隣国の敵視と脅威論の流布、大幅な軍備増強など）を行い、また自国政府が自分達の意を酌まなくなったと感じた場合は暴力による打倒と、より自分達の意に沿う政府の樹立を企む。
ロシアのプーチン大統領は、東欧の極右と同じく領土の見直しを主張している。ソ連の崩壊によって生じた屈辱と劣等感の解消と、同性愛者差別、宗教差別、自民族中心主義、人種差別などの特徴がある。
極右と極左は、国家や社会が個人の権利に優越するという全体主義の面で、思想的・行動的に共通点が存在する。極左から極右への転向例もみられた。
通常は「極右」と呼ばれる、ファシズムを提唱したベニート・ムッソリーニは社会主義者であり、イタリア社会党左派の出身で、ナチスは社会主義政策を含む国家社会主義を掲げ、日本の北一輝も国家社会主義を掲げた。これら以前にも、世界史的には有名ではないが、フランスの黄色社会主義（アジア人の肌の色とは関係ない）は、マルクス主義を批判して階級協調、排外主義、反ユダヤ主義などを掲げ、ファシズムやナチズムの先駆とも呼ばれている。
また、左翼の中でも左翼ナショナリズムを採る社会主義国、特にスターリニズムはその極端な国家主義、愛国主義、排外主義、軍国主義、全体主義などから、他の社会主義と対比させて「極右」や「右翼」と呼ばれる場合もある。ロシア（旧ソ連）、中国、北朝鮮などかつてはおおよそ「左翼」としてのイメージが強かった国家が市場経済の導入などの過程で保守化・右傾化し、国家自体が極右と化している主張も見受けられる。特にロシア、中国は近年ヨーロッパの急進右翼勢力への関与が繰り返し指摘されている。

## 代表例
通常「極右」と呼ばれる主な思想や運動や組織には以下がある。ただし極左同様、「極右」と名指しされた側が極右を自認するケースはほとんど無く、その定義は時代や場所により異なると言えるので注意が必要である。

### 起源とされるもの
- ナチス・ドイツ崩壊後のネオナチ

### 日本

#### 政党
- 幸福実現党
- つばさの党[27]
- 参政党[28][29][30]
- 日本保守党[31][32][33][34][35][36][37][38]
- 日本第一党[39]
- 新党くにもり
- みんなでつくる党[40]

#### メディア
- 産経新聞[41][42]

#### その他
- 日本会議[43][44]
- 行動する保守
- 国家社会主義日本労働者党
- 大日本愛国党
- ファシスト党・我々団
- 新社会運動

### 海外の組織・団体
- アメリカ合衆国 - KKK、アメリカ・ナチ党、ジョン・バーチ協会、プラウド・ボーイズや、オルタナ右翼、Qアノン
- イギリス - イギリス国民党、リフォームUK[45][46]
- ロシア - ロシア帝国運動、スパルタ大隊、ルシッチ[47]、ソマリア大隊、ワグネル・グループ[48]、政党エル・デー・ペー・エル（旧ロシア自民党）
- フランス - 国民連合（旧・国民戦線）[46]。マリーヌ・ルペン党首は、父親の過激な主張を和らげ、党のイメージ改革に取り組んでいるが、移民排斥やナショナリズムを強く主張する政策や党の歴史的背景から、依然として極右として言及されている[49][50]、再征服、コレクティフ・ネメシス（フランス語版）
- ドイツ - ドイツのための選択肢（AfD）[46]、ドイツ国家民主党
- イタリア - イタリアの同胞、同盟、五つ星運動[51]
- オランダ - 自由党[46]
- ポルトガル - シェーガ[46]
- ルーマニア - ルーマニア人統一同盟[46]
- ハンガリー - フィデス・ハンガリー市民連盟[46]
- アフガニスタン - アルカーイダ[52]
- 南アフリカ共和国 - アフリカーナー抵抗運動